# Маранс, Моисей
Моисей Маранс (Мара́нц, англ. Moissaye Marans; 11 октября 1902, Кишинёв, Бессарабская губерния — 1977, Нью-Йорк) — американский скульптор.

## Биография
Моисей Маранц (в США использовал артистический псевдоним Маранс) родился 11 октября 1902 года в Кишинёве, в семье белостокского мещанина Шлёмы Мовшевича (Соломона Моисеевича) Маранца и Фейги (Фани) Бениаминовны Белкрий, родом из Заблудова; был старшим ребёнком. В 1924 году эмигрировал из Румынии в США, где обучался в нью-йоркском институте Купер-Юнион, Национальной академии дизайна, Пенсильванской академии изящных искусств.
С 1950-х годов преподавал в Бруклинском колледже. Среди монументальных работ Моисея Маранса — памятник Карлу Линнею в Бруклинском ботаническом саду, павильоны нескольких штатов на Всемирной выставке 1939 года. Бо́льшая часть работ связаны с библейской тематикой и находятся в постоянных экспозициях религиозных заведений, в том числе фигура Моисея «The Ten Commandments» (10 заповедей) в Первой пресвиторианской церкви (First Presbyterian Church, Beloit, штат Висконсин), фигура Исайи «Мечи на орала» (Swords Into Ploughshares) на фасаде Общинной церкви (Community Church) в Нью-Йорке, а также — в First Universalist Church в Чикаго, Темпль Хар Сион (Har Zion Temple) в Филадельфии, Темпль Родеф Шалом (Temple Rodef Shalom) в Питтсбурге, Темпль Эммануэль (Temple Emmanu-El) в Хьюстоне. 
Умер в декабре 1977 года в Бруклине.

## Галерея
- Исайя